# Miura-gun
Miura (jap. 三浦郡 Miura-gun bzw. historisch gelesen Miura no kōri; historische Schreibung 御浦郡) ist ein Landkreis (-gun) der japanischen Präfektur (-ken) Kanagawa bzw. vor deren Einrichtung der Provinz (kuni/-shū) Sagami/Sō-shū seit dem 1. Jahrtausend. Seit 1955 besteht der Kreis nur noch aus einer einzigen Gemeinde, der Stadt (-machi) Hayama. In seiner ursprünglichen Ausdehnung bis 1907 umfasste er auch das gesamte heutige Gebiet der kreisfreien Städte (-shi) Yokosuka, Zushi und Miura und damit die gesamte Halbinsel (-hantō) Miura an der Uraga-Straße. Sitz der modernen Kreisverwaltung 1878–1926 war Yokosuka.

## Gemeinden 1889
|  | - 1 横須賀町 Yokosuka-machi, Sitz der Kreisverwaltung, ab 1907 Yokosuka-shi - 2 豊島村 Toshima-mura, ab 1903 Toshima-machi, 1906 zu Yokosuka-machi (ab 1907 -shi) - 3 浦郷村 Uragō-mura, ab 1914 田浦町 Taura-machi, 1933 zu Yokosuka-shi - 4 浦賀町 Uraga-machi, 1943 zu Yokosuka-shi - 5 久里浜村 Kurihama-mura, 1937 zu Yokosuka-shi - 6 衣笠村 Kinukasa-mura, 1933 zu Yokosuka-shi - 7 葉山村 Hayama-mura, seit 1925 Hayama-machi - 8 田越村 Tagoe-mura, ab 1913 逗子町 Zushi-machi, 1943 zu Yokosuka-shi, ab 1950 wieder als Zushi-machi eigenständig, ab 1954 Zushi-shi | - 9 北下浦村 Kita-Shitaura-mura („Dorf Nord-Shitaura“), 1943 zu Yokosuka-shi - 10 南下浦町 Minami-Shitaura-mura („Dorf Süd-Shitaura“), ab 1940 Minami-Shitaura-machi, 1955 zu Miura-shi - 11 三崎町 Misaki-machi, 1955 zu Miura-shi - 12 初声村 Hasse-mura, 1955 zu Miura-shi - 13 長井村 Nagai-mura, ab 1926 Nagai-machi, 1943 zu Yokosuka-shi - 14 武山村 Takeyama-mura, 1943 zu Yokosuka-shi - 15 中西浦村 Naka-Nishiura-mura, ab 1911 西浦村 Nishiura-mura, ab 1935 大楠町 Ōkusu-machi, 1943 zu Yokosuka-shi |